# Alexander B-1
 (octobre 2023).
Si vous disposez d'ouvrages ou d'articles de référence ou si vous connaissez des sites web de qualité traitant du thème abordé ici, merci de compléter l'article en donnant les références utiles à sa vérifiabilité et en les liant à la section « Notes et références ».
L’Alexander B-1 est un avion.

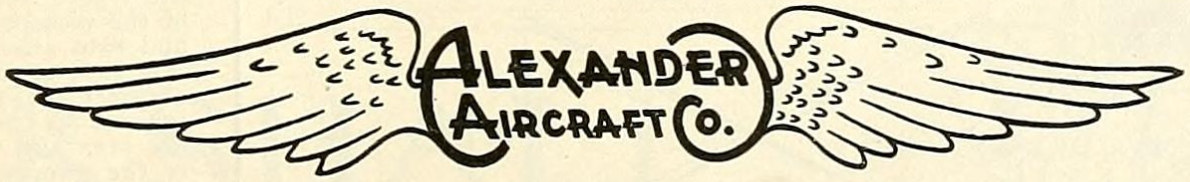
Logo d'Alexander Aircraft Company.

En 1930 les ventes d’avions de tourisme sont au plus bas en raison de la Grande Dépression économique. Utilisant l’outillage et les matériaux disponibles dans l’usine de Colorado Springs, Alexander Aircraft Company réalise un motoplaneur motorisé avec un moteur de moto Henderson. Un seul exemplaire motorisé [602W] (c/n 101) apparaît sur les archives de la FAA, mais une cinquantaine de planeurs purs furent vendus au prix unitaire de 375 U$, ce qui rendait l'Alexander B-1 attractif et populaire.